# 1960 في إسرائيل
فيما يلي قوائم الأحداث التي وقعت خلال عام 1960 في إسرائيل.

## سياسة

### انتهاء فترة المنصب
- 3 أغسطس – أبا إيبان وزير بدون حقيبة وزارية.
- 25 أكتوبر – إيغال آلون عضو الكنيست [الإنجليزية]‏.

## مواليد

### يناير
- 1 يناير – يورام كوهين
- 14 يناير – عنات بيركو سياسية إسرائيلية.

### فبراير
- 9 فبراير – عوفر شيلح
- 24 فبراير – نوريت كورين سياسية إسرائيلية.

### مارس
- 28 مارس – شيلي يحيموفيتش سياسية إسرائيلية.

### مايو
- 19 مايو – غادي أيزنكوت ضابط إسرائيلي.

### يوليو
- 28 يوليو – إيليا سليمان مخرج أفلام فلسطيني.

### أغسطس
- 11 أغسطس – دودو امسلم سياسي إسرائيلي.
- 11 أغسطس – نداف أرغمان
- 22 أغسطس – عوفرا شتراوس سيدة أعمال إسرائيلية.

### سبتمبر
- 22 سبتمبر – إسحاق هرتزوغ سياسي إسرائيلي.

### أكتوبر
- 28 أكتوبر – جاكي ليفي سياسي إسرائيلي.

### نوفمبر
- 19 نوفمبر – موشيه كحلون سياسي إسرائيلي.
- 30 نوفمبر – هيام عباس

### ديسمبر
- 25 ديسمبر – جوني منصور

## وفيات

### أكتوبر
- 15 أكتوبر – يعقوب موشيه توليدانو (مواليد 1880) حاخام إسرائيلي.